# Candiacervus
Candiacervus es un género extinto de ciervo que vivió durante el Pleistoceno en la isla de Creta. Su más notable característica, aparte de su cornamenta de forma espatulada, era su pequeña estatura: la especie más pequeña, C. ropalophorus, medía cerca de 40 centímetros hasta los hombros en su adultez, como puede inferirse de los esqueletos preparados. Debido a esto, el género es considerado como un ejemplo clásico de enanismo insular. Otras características incluyen los miembros relativamente cortos, la masividad de los huesos y las astas simplificadas.
Irónicamente, estaba muy emparentado con el ciervo gigante Megaloceros, y de hecho algunos expertos consideran que Candiacervus es un subgénero de Megaloceros. Sin embargo, van der Geer (2018) determinó que eran más cercanos al género Dama.

## Variación morfológica

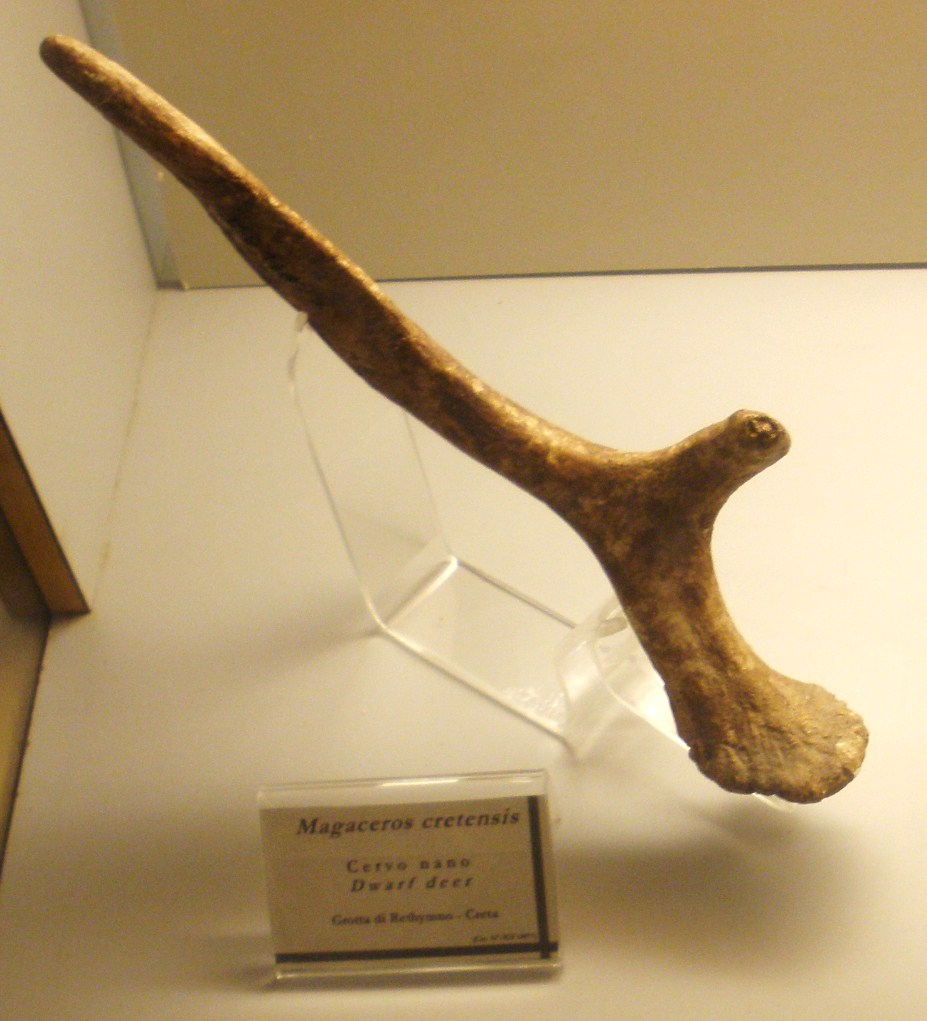
Asta de Candiacervus cretensis.

Este ciervo cretense está representado por no menos de ocho morfotipos distintos, que van desde un tamaño enano con una altura a los hombros de cerca de unos 40 centímetros a especímenes mayores con una altura de cerca de 165 cm. Esto es explicado como resultado de una especiación simpátrica para ocupar todos los posibles nichos vacíos que van desde bosques densos hasta rocas espinosas. La coexistencia de varios ambientes ha sido confirmada por los estudios de la rica avifauna fósil. Los ciervos cretenses más típicos son las dos formas de tamaño pequeño, los cuales no solo tienen extremidades cortas tanto relativamente como en términos absolutos, sino también astas largas y simplificadas; estas especies ocupaban un nicho parecido al de las actuales cabras salvajes de Creta: rocas estériles con arbustos espinosos, como se infiere de su osteología y sus proporciones corporales parecidas a las de las cabras. Se distanciaron tanto de los ciervos continentales que es imposible indicar con certeza cual fue su ancestro. Entre los antecesores posibles se encuentran Cervus peloponnesiacus y Megaloceros verticornis.

## Controversia taxonómica
Candiacervus es un ejemplo típico de los problemas taxonómicos que envuelven a los mamíferos insulares endémicos, debido a que varían mucho más que en tierra firme, y por el fuerte endemismo. Esto dificulta su taxonomía, porque muchos rasgos endémicos de Candiacervus no son únicos sino que se hallan en otros ciervos isleños, tales como Cervus astylodon (de las islas Ryukyu) y Hoplitomeryx (del sur de Italia).
De Vos, incluyó a los ocho morfotipos en un solo género (Candiacervus), mientras que Capasso Barbato no siguió la idea que fueran monofiléticos, e incluyó a las mayores especies, rethymnensis, major y dorothensis, en Cervus (y el subgénero Leptocervus) y a las especies menores ropalophorus y cretensis en Megaloceros (en el subgénero Candiacervus), lo cual implica que tenían dos ancestros diferentes. Ella tampoco reconoció a la sp. II (especie indeterminada) con sus tres morfotipos, y los sinonimizó con ropalophorus. Un estudio publicado en 2018 rechazó la conclusión de Capasso Barbato (1992) y nombró formalmente a los tres mofotipos descritos por De Vos para Candiacervus sp. II como C. devosi, C. listeri y C. reumeri.

## Extinción deCandiacervus
Entre finales del Pleistoceno Medio hasta la llegada de los humanos en el Holoceno, Creta estuvo habitada por elefantes pequeños, los distintos tipos de ciervos y ratones de tamaño normal. La causa de este dramático cambio faunístico, que llevó a la extinción de los ciervos y elefantes endémicos, puede haber sido simplemente la llegada de los humanos paleolíticos. Ellos pudieron haber exterminado a los ciervos bien de manera activa al cazarlos, o de manera pasiva al destruir su hábitat. Otra opción es que hubo un agotamiento gradual del ecosistema, como indica el hallazgo de un rebaño completo con individuos que sufrieron de una enfermedad de los huesos de naturaleza osteoesclerótica (vista a través de imágenes de rayos X). El impacto de los humanos paleolíticos aún no ha sido realmente establecido, en parte por la escasez de las listas de fauna publicadas de los sitios arqueológicos (exceptuando a Cnossos), en parte por los materiales mal datados.

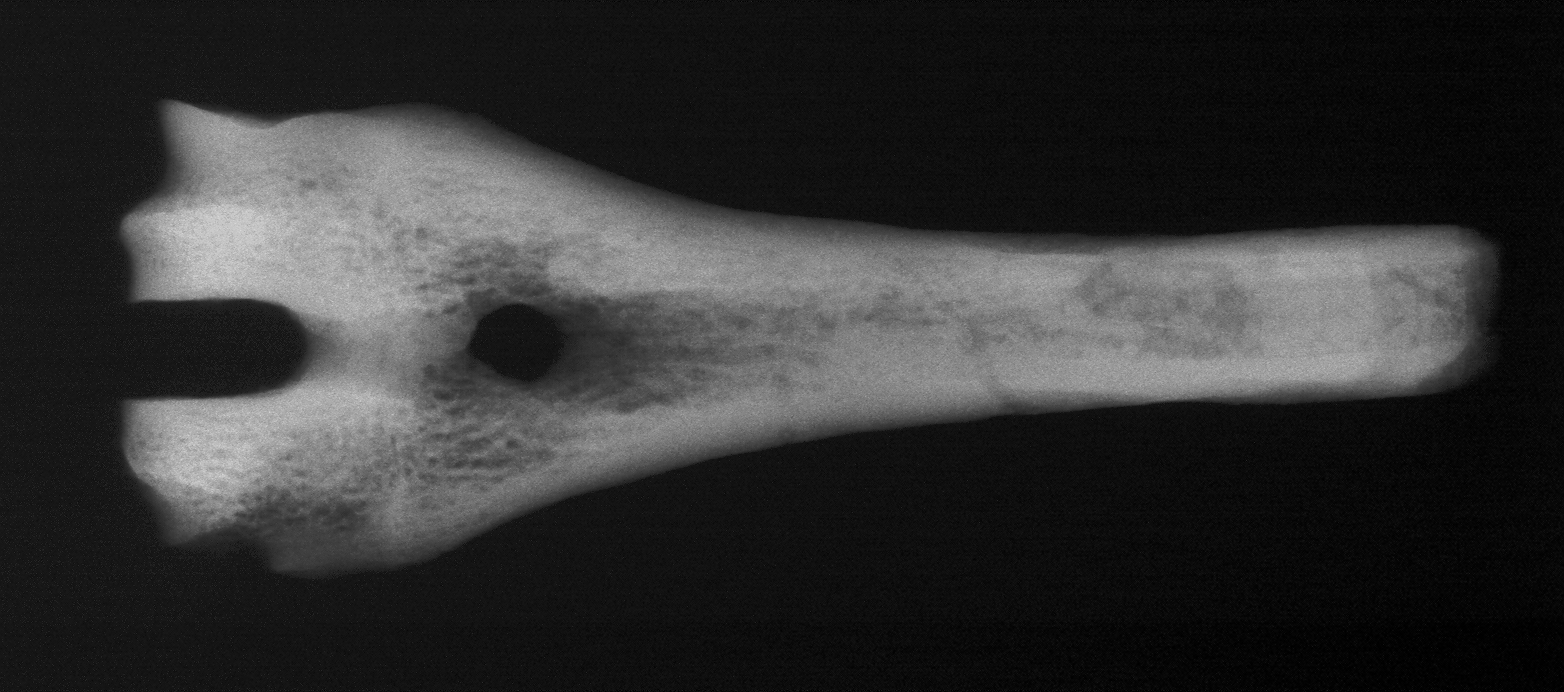
Hueso enfermo de una extremidad de Candiacervus de la caverna Mavro Muri, mostrando una patología osteoesclerótica.

## La fauna deCandiacervus
La fauna de cual era parte Candiacervus, es llamada la Biozona II, también conocida como la Zona Mus (por la presencia del ratón común). Esta fauna habitó Creta entre el Pleistoceno Medio y el Superior, es decir entre hace 0.3 a 0.01 millones de años.
Los elementos faunísticos típicos de esta biozona son los ratones comunes (Mus bateae, M. minotaurus), el elefante enano (Elephas antiquus creutzburgi), los ciervos cretenses (Candiacervus, con sus ocho especies ropalophorus, sp. IIa, b and c, cretensis, rethymnensis, dorothensis y major), la nutria cretense (Lutrogale (Isolalutra) cretensis), y la musaraña cretense (Crocidura zimmermanni).

## Kárpatos
En la isla vecina de Kárpatos, Kuss encontró ciervos que consideró similares a los procedentes de Creta. Por lo tanto, agrupó sus especies pygadiensis y cerigensis bajo el género Candiacervus, pero esto necesita de confirmación adicional. Como no se ha probado ningún vínculo directo con Creta, el género de los ciervos de Kárpatos es cuestionable, y se ha referido al género Cervus.